# Giga Wing
Giga Wing är ett vertikalscrollande shoot 'em up utvecklat av Takumi och distribuerat av Capcom. Kom som arkadspel 1999 och till Sega Dreamcast 2001.